# Néa Tirolóï
Néa Tirolóï (Nea Tyroloi) är en ort i Grekland.   Den ligger i prefekturen Nomós Serrón och regionen Mellersta Makedonien, i den norra delen av landet, 300 km norr om huvudstaden Aten. Néa Tirolóï ligger 26 meter över havet och antalet invånare är 669.
Terrängen runt Néa Tirolóï är platt åt sydväst, men åt nordost är den kuperad.Runt Néa Tirolóï är det ganska tätbefolkat, med 67 invånare per kvadratkilometer. Närmaste större samhälle är Serrai, 14,6 km öster om Néa Tirolóï. Trakten runt Néa Tirolóï består till största delen av jordbruksmark.